# 바르바라 피알류
바르바라 피알류(Barbara Fialho, 1987년 12월 21일 ~ )는 브라질의 모델이다.